# Północnokaukaska Republika Radziecka
Północnokaukaska Republika Radziecka – republika radziecka, utworzona na początku lipca 1918 r. na terenach Kaukazu Północnego kontrolowanych przez bolszewików, z połączenia trzech podobnych organizmów: republik Kubańsko-Czarnomorskiej, Tereckiej i Stawropolskiej. Od początku funkcjonowania toczyła walkę z siłami Armii Ochotniczej pod dowództwem Antona Denikina, dążących do opanowania Kaukazu Północnego i stworzenia, wspólnie z Kozakami dońskimi, kubańskimi i tereckimi, silnego centrum ruchu kontrrewolucyjnego na południu Rosji. Obejmowała obszary, na których poparcie dla bolszewików było znaczne (kraj stawropolski) i te, gdzie poparcie dla rewolucji było spotykane jedynie w nielicznych ośrodkach przemysłowych (Kubań, część terytoriów nad Terekiem). Latem 1918 r. zbrojne siły czerwonych znacząco przewyższały liczebnie oddziały białych, jednak z powodu złego dowodzenia i braku dyscypliny poniosły w starciu z nimi szereg klęsk. 
16 sierpnia 1918 r. bolszewicy stracili stolicę Republiki Północnokaukaskiej, Jekaterynodar. Władze republiki przeniosły się wówczas do Piatigorska. Jesienią 1918 r. głównodowodzący siłami republiki Iwan Sorokin otwarcie zbuntował się przeciwko cywilnym władzom republiki, doprowadzając do rozstrzelania przewodniczącego jej komitetu wykonawczego Awrama Rubina; sam został krótko potem zastrzelony przez żołnierzy. W listopadzie 1918 r. czerwoni odnieśli ostatnie zwycięstwo w bitwie o Stawropol, jednak nie zdołali utrzymać miasta. Ich siły do końca stycznia 1919 r. zostały praktycznie całkowicie rozbite przez Armię Ochotniczą. Centralny komitet wykonawczy formalnie potwierdził likwidację Północnokaukaskiej Republiki Radzieckiej jeszcze w grudniu 1918 r.

## Historia

### Utworzenie republiki. Obrona Jekaterynodaru przed białymi
Republika radziecka została proklamowana na I zjeździe rad Kaukazu Północnego, jaki obradował w dniach 5-7 lipca 1918 r. w Jekaterynodarze. Zdecydował on o połączeniu w jeden organizm trzech utworzonych wcześniej republik radzieckich:  Kubańsko-Czarnomorskiej, Stawropolskiej i Tereckiej. W zamiarze Rady Komisarzy Ludowych, jakie przedstawił na zjeździe komisarz Sergo Ordżonikidze, miało to służyć obronie opanowanych przez czerwonych terytoriów Północnego Kaukazu przed białą Armią Ochotniczą gen. Denikina, idącymi na wschód wojskami niemieckimi, a także przed powstaniem Kozaków tereckich i buntami górali kaukaskich. Północnokaukaska Republika Radziecka objęła obszary, na których stosunek ludności do bolszewików i rewolucji w ogólności był bardzo różny. W kraju stawropolskim poparcie dla ruchów rewolucyjnych w 1917 r., a także w roku następnym utrzymywało się na bardzo wysokim poziomie, nad Terekiem sytuacja była dużo bardziej złożona, na Kubaniu bolszewicy mieli zwolenników wśród robotników z kilku regionalnych ośrodków przemysłowych (największe – Noworosyjsk i Armawir) i wśród miejscowej ludności niekozackiej (inogorodnych). 
Na zjeździe wybrano centralny komitet wykonawczy republiki. Jego przewodniczącym został bolszewik Awram Rubin, dotąd przywódca republiki kubańsko-czarnomorskiej, zaś zastępcą – Sachandżeri Mamsurow, również bolszewik. Do komitetu weszło 44 przedstawicieli partii bolszewickiej oraz 29 lewicowych eserowców, w prezydium zjazdu było natomiast pięciu bolszewików i czterech lewicowych eserowców. Oprócz komitetu zjazd powołał radę rewolucyjno-wojskową i ogłosił wzmocnienie miejscowych czerwonych sił zbrojnych. Ich dowódcą był od końca maja 1918 r. Karł Kalnin.

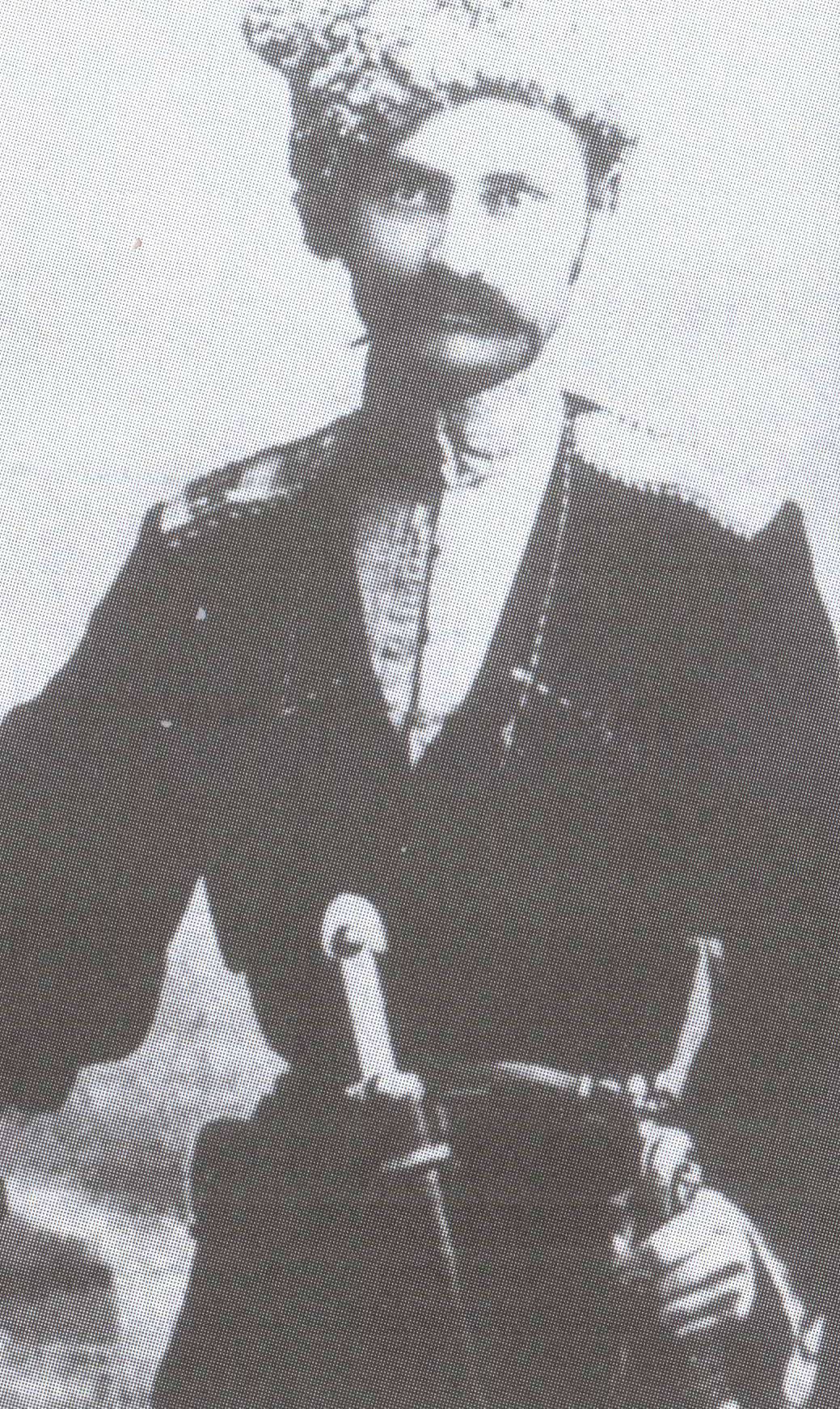
Iwan Sorokin dowodził wojskami Północnokaukaskiej Republiki Radzieckiej od 14 lipca do października 1918 r.

Na Północnym Kaukazie czerwoni dysponowali byli o wiele liczniejszymi siłami, niż biali. Podczas gdy do oddziałów białych zaciągnęło się nie więcej niż 8-9 tys. ochotników, po stronie czerwonych walczyło 70 tys. osób. Siły rewolucyjne były jednak znacznie gorzej wyszkolone, niezdyscyplinowane, a między dowódcami poszczególnych oddziałów nieustannie dochodziło do sporów. Już 14 lipca 1918 r., na skutek samowoli jednego z czerwonych dowódców, Iwana Sorokina, Armia Czerwona Kaukazu Północnego przegrała bitwę o kluczowy węzeł kolejowy – Tichoriecką, gdzie rozbite zostało 30-tysięczne zgrupowanie czerwonych. Po tej klęsce Kalnin zrzekł się dowództwa, a na jego miejsce mianowano Sorokina. Następnie biali zajęli również stanicę Kawkazską. 27 lipca Denikin skierował swoje oddziały na Jekaterynodar. Sorokin usiłował stawić mu czoła nieoczekiwanym manewrem w rejonie stanicy Korienowskiej. Udało mu się odciąć główne siły Denikina od przednich oddziałów Drozdowskiego, które zdążyły dotrzeć bliżej Jekaterynodaru, a następnie zadać białym poważne straty. Jedenastodniowa bitwa ostatecznie zakończyła się jednak klęską czerwonych. 7 sierpnia Sorokin rozpoczął odwrót do stolicy Północnokaukaskiej Republiki Radzieckiej, gdzie siłami czerwonych dowodził Jepifan Kowtiuch. Rozkazy Sorokina nie zostały w całości wykonane, a część oddziałów czerwonych rozpierzchła się. 16 sierpnia do Jekaterynodaru wkroczyły jako pierwsze oddziały białych Kozaków Piotra Krasnowa, a następnie Denikin ze swoimi siłami. W opanowanym mieście Denikin pierwszy raz przeprowadził przymusowy pobór do swoich oddziałów, by uzupełnić poniesione we wcześniejszych bitwach straty. 26 sierpnia 1918 r. biali opanowali również Noworosyjsk, co umożliwiło im przerzucanie na Północny Kaukaz uzupełnień z Krymu.

### Walki z białymi po upadku Jekaterynodaru. Działania Iwana Sorokina
Po upadku Jekaterynodaru stolicę republiki przeniesiono do Armawiru, a następnie do Piatigorska – biali zdobyli Armawir 19 września, po jedenastodniowej bitwie. Siły czerwonych nie zostały całkowicie rozbite, Sorokin zdołał wyprowadzić ok. 15 tys. żołnierzy spod Jekaterynodaru w rejon rzek Kubania i Łady. Ponadto w Stawropolu znajdowały się oddziały czerwonych liczące 8-10 tys. żołnierzy, 6-8 tys. było zgrupowanych w Armawirze, mniejsze grupy – w rejonie Minieralnych Wod, Niewinnomysskiej i w Majkopie, natomiast na Półwyspie Tamańskim Iwan Matwiejew i Jepifan Kowtiuch utworzyli, z połączenia rozproszonych formacji, 15-tysięczną Armię Tamańską (według innego źródła liczyła ona nawet 30 tys. osób). Pod koniec sierpnia czerwoni dysponowali w regionie 70-80 tys. żołnierzami, zaś w październiku mieli pod bronią blisko 125 tys. osób, gdyż miejscowa ludność niekozacka (inogorodnyje) ochotniczo wstępowała w ich szeregi, pragnąc walczyć przeciwko Armii Ochotniczej. W połowie września Armia Tamańska połączyła siły ze zgrupowaniem Sorokina. Dzięki temu wzmocnieniu czerwonym udało się 26 września odbić Armawir z rąk białych.  
3 października 1918 r. w związku z ogólną reorganizacją Armii Czerwonej, prowadzoną przez komisarza spraw wojskowych i morskich Lwa Trockiego oraz głównodowodzącego sił czerwonych Jukumsa Vacietisa, Armię Czerwoną Kaukazu Północnego przemianowano na 11 Armię, jednak zmiana ta była czysto formalna. Bolszewiccy przywódcy, w tym Trocki, nie mieli faktycznie żadnej kontroli nad działaniami czerwonych dowódców na Kaukazie Północnym, nie byli w stanie zaprowadzić w nich dyscypliny ani skierować do 11 Armii żadnych specjalistów wojskowych (byłych carskich oficerów). Pododdziałami 11 Armii dowodzili m.in. byli marynarze Floty Czarnomorskiej oraz rewolucjoniści, którzy zbiegli na Kaukaz Północny z Ukrainy. Łączność Moskwy z 11 Armią była możliwa tylko przez Astrachań i Carycyn, a okresowo, gdy Kozacy Krasnowa oblegali to drugie miasto, ulegała przerwaniu. Wreszcie Rada Komisarzy Ludowych uważała Kaukaz Północny za teren mniej strategicznie istotny, niż inne obszary, na których dotyczyły się walki z białymi (zwłaszcza obszar nad Wołgą) i poświęcała mu znacznie mniej uwagi. 
Do końca miesiąca dowodzeni przez Sorokina czerwoni ponieśli kilka kolejnych porażek w walkach z Denikinem i ich siły, chociaż znacznie liczniejsze niż Armia Ochotnicza, zostały niemal całkowicie otoczone. Dzięki przewadze liczebnej mieli jednak ogromną szansę na przebicie się i połączenie z 10 Armią walczącą pod Carycynem. Sorokin przeforsował jednak bardzo ryzykowny plan uderzenia na północny wschód, z perspektywą rozstrzygającej bitwy w rejonie Stawropola, i równoczesnego marszu na Mozdok. Matwiejew, który proponował zupełnie inny plan działania, odmówił wykonywania rozkazów Sorokina. Ten 7 października 1918 r. nakazał go rozstrzelać za niesubordynację, przekonując do poparcia tego kroku republikańską Północnokaukaską Radę Rewolucyjno-Wojskową kierowaną przez Jana Połujana. Obawiając się dalszych konsekwencji działań Sorokina, który swoją decyzją wywołał gniew żołnierzy Armii Tamańskiej, rada pozbawić Sorokina dowództwa i aresztować go. Dowiedziawszy się o tym, dowódca 11 Armii pojmał i rozstrzelał czterech czołowych członków rady, w tym przewodniczącego republikańskiego komitetu wykonawczego Awrama Rubina, kierującego komitetem partii bolszewickiej w republice Moisieja Krajnego oraz przewodniczącego miejscowej Czeki M. Własowa.
Sorokin rozpętał w Piatigorsku ślepy terror: nakazał rozstrzelać znajdujących się w mieście generałów armii carskiej i zmusił miejscową organizację bolszewicką do ucieczki do Niewinnomysskiej. Tam 27 października działacze partyjni ogłosili go zdrajcą wyjętym spod prawa, a nowym dowódcą 11 Armii mianowano Iwana Fiedkę. Sorokin udał się w rejon Stawropola, gdzie w toku trwającej bitwy o miasto starał się przeciągnąć żołnierzy na swoją stronę przeciwko miejscowym bolszewikom. 30 października Armia Tamańska wkroczyła do Stawropola. 2 listopada Sorokin został rozpoznany i zastrzelony przez dawnych podkomendnych Matwiejewa. Kilka dni później czerwoni po raz drugi stracili Armawir.

### Ostateczny upadek republiki
Śmierć Sorokina nie oznaczała przywrócenia jednolitego dowództwa nad siłami Północnokaukaskiej Republiki Radzieckiej ani zaprowadzenia w oddziałach dyscypliny. Bolszewiccy żołnierze w Stawropolu na darmo oczekiwali na dalsze rozkazy, tym samym nie wykorzystując odniesionego strategicznego sukcesu. 11 listopada białe oddziały pod dowództwem Piotra Wrangla i Michaiła Drozdowskiego, którym Denikin wydzielił uzupełnienia, ponownie otoczyły Stawropol. 14 listopada Armia Tamańska opuściła miasto i zdołała przebić się z okrążenia. 20 listopada klęska czerwonych była całkowita. Resztki ich sił wycofały się nad Terek, przyłączając się do oddziałów bolszewickich, które w tym rejonie walczyły z białymi Kozakami. Ani Armia Tamańska, ani cała 11 Armia nie odzyskały już zdolności bojowej, tym bardziej, że siły zarówno czerwonych, jak i w mniejszym stopniu białych na Północnym Kaukazie dziesiątkowała epidemia. 
W listopadzie 1918 r. praktycznie całe terytorium Północnokaukaskiej Republiki było zajęte przez wojska Denikina. W związku z tym w grudniu tego samego roku prezydium Centralnego Komitetu Wykonawczego zdecydowało o oficjalnym zlikwidowaniu republiki. W końcu 1918 r., wobec rozpadu 11 Armii, Trocki zarządził reorganizację sił, tworząc Front Kaspijsko-Kaukaski i stawiając doświadczonego rewolucjonistę Aleksandra Szlapnikowa na czele jego rady rewolucyjno-wojskowej. Szlapnikow przebywał jednak w sztabie frontu w Astrachaniu, 480 km od sił, które miał reorganizować. Brakowało również środków i możliwości, by poprawić szkolenie i zaopatrzenie żołnierzy. Mimo to w styczniu 1919 r. ostatnie siły bolszewików w regionie podjęły źle przygotowaną próbę działań ofensywnych w kierunku Rostowa, i również tym razem zostały powstrzymane przez lepiej dowodzone siły Denikina. 20 stycznia 1919 r. bolszewicy ostatecznie musieli wycofać się z Piatigorska i Kisłowodska, 5 lutego - z Groznego, 6 lutego - z Kizlaru i 10 lutego - z Władykaukazu. Ostatecznie z sił, jakimi w 1918 r. bolszewicy dysponowali na Północnym Kaukazie, przetrwało ok. 10%. Przez stepy dotarły one w ostatecznym rozrachunku do kontrolowanego przez czerwonych Astrachania.   